# Dendrobium humboldtense
Dendrobium humboldtense är en orkidéart som beskrevs av Johannes Jacobus Smith. Dendrobium humboldtense ingår i släktet Dendrobium, och familjen orkidéer. Inga underarter finns listade i Catalogue of Life.